# Nepalomyia dilaticosta
Nepalomyia dilaticosta är en tvåvingeart som beskrevs av Justin B. Runyon och Hurley 2003. Nepalomyia dilaticosta ingår i släktet Nepalomyia och familjen styltflugor. Inga underarter finns listade i Catalogue of Life.